# 무로가촌
무로가촌(일본어: 室賀村)은 일본 나가노현 지사가타군에 있던 촌이다. 현재의 우에다시에 해당한다.

## 역사
- 1889년 4월 1일 - 정촌제 시행에 의해 2촌의 구역으로 성립하였다.
- 1957년 3월 31일 - 우에다시의 일부 및 우라사토촌의 일부와 합병해 가와니시촌이 성립하여, 동일 무로가촌은 폐지되었다.

## 참고문헌
- 角川日本地名大辞典 20 長野県